# Nadleśnictwo Tułowice
Nadleśnictwo Tułowice – jednostka organizacyjna Lasów Państwowych podległa Regionalnej Dyrekcji Lasów Państwowych w Katowicach. Siedzibą nadleśnictwa są Tułowice.

## Historia Nadleśnictwa
Nadleśnictwo powstało w roku 1945. Powierzchnia Nadleśnictwa wynosiła wtedy 6.296 ha, a w jego skład wchodziły 4 większe kompleksy leśne oraz 12 mniejszych. Główny kompleks leśny był częścią Borów Niemodlińskich. W latach 1959–1969 w skład Nadleśnictwa wchodziło 5 leśnictw, o łącznej powierzchni 6.062 ha. W okresie, tym lasy Nadleśnictwa zostały dotknięte gradacjami osnui gwiaździstej, którą zwalczano chemicznie na znacznych obszarach (np. w 1960 r. na powierzchni 900 ha). W roku 1972 w wyniku trwającej w Lasach Państwowych reorganizacji przyłączono do Nadleśnictwa Tułowice Nadleśnictwo Niemodlin, a z dniem 1 stycznia 1973 roku dołączono także Nadleśnictwo Dąbrowa Opolska. Dodatkowo, z dniem 1 stycznia 1979 r. do łączono Leśnictwo Gnojna z dawnego Nadleśnictwa Szklary. Po tych zmianach Nadleśnictwo Tułowice tworzyły trzy obręby leśne: Dąbrowa Opolska, Niemodlin i Tułowice, o łącznej powierzchni 22 507 ha podzielonej na 13 leśnictw. W wyniku kolejnej reorganizacji, z dniem 1 stycznia 1993 r. przekazano Obręb Leśny Dąbrowa Opolska do nowo utworzonego Nadleśnictwa Opole.
Kolejnymi nadleśniczymi Nadleśnictwa Tułowice byli:
- Józef Kaczmarek – 1946-1947
- Walerian Pasternak – 1947-1948
- Jan Porębski – 1949-1951
- Kazimierz Negrycz-Berezowski – 1951-1953
- Józef Stasiak – 1953-1954
- Marian Frydel – 1954-1976
- Roman Świątek – 1976-2010
- Ryszard Bojkowski – 2010-2018
- Wiesław Skrzypek 2018-nadal

## Warunki geograficzno-przyrodnicze
Nadleśnictwo Tułowice jest położone w zachodniej części terenu województwa opolskiego. Nadleśnictwo obejmuje swym zasięgiem zachodnią część Borów Niemodlińskich, po autostradę A4 i wiele mniejszych kompleksów leśnych położonych wokół Niemodlina i Grodkowa. Łączna powierzchnia Nadleśnictwa wynosi 17 356 ha, w tym grunty leśne – 16 428 ha, a lesistość – 23%. Nadleśnictwo gospodaruje na gruntach należących administracyjnie do trzech powiatów: opolskiego (na powierzchni 9 433,75 ha z gminami: Dąbrowa, Niemodlin, Tułowice), brzeskiego (gminy: Grodków i Olszanka) oraz nyskiego (gminy: Korfantów, Łambinowice, Skoroszyce).
Nadleśnictwo tworzą 2 obręby leśne i 12 leśnictw:
- Obręb Niemodlin, leśnictwa:
  - Szydłowiec,
  - Głębocko,
  - Gnojna,
  - Goszczowie,
  - Grabin,
  - Dębina,
  - Sosnówka
- Obręb Tułowice, leśnictwa:
  - Św. Hubert,
  - Tułowice,
  - Przechód,
  - Kuźnica Ligocka,
  - Łambinowice.

Na terenie nadleśnictwa występuje 13 typów siedliskowych lasu, przy czym w Obrębie Niemodlin największe powierzchnie zajmują siedliska lasowe, natomiast w Obrębie Tułowice dominują siedliska borowe. Ogólnie siedliska lasowe zajmują 47,9% powierzchni, borowe – 46,8%, natomiast olsy – 5,3% powierzchni leśnej. Udziały poszczególnych gatunków lasotwórczych różnią się od występujących w sąsiadujących nadleśnictwach, na uwagę zasługuje stosunkowo niski udział sosny – 54% oraz wyższe udziały dębu, brzozy i świerka. W Nadleśnictwie Tułowice dominują drzewa w III i V klasie wieku, które stanowią 22,0% i 20,4% powierzchni, natomiast drzewostany w wieku powyżej 100 lat porastają 14,0% powierzchni. Największą zasobność odnotowano dla tych samych grup wiekowych: klasa V – 29,0%, klasa III – 24,5%, natomiast klasa VI i starsze – 17,4%.
W roku 2006, wielkość odnowień i zalesień wyniosła 304 ha, natomiast pozyskanie drewna osiągnęło ok. 96 tys. m³.

## Ochrona przyrody
W Nadleśnictwie Tułowice znajduje się ponad 40 zbiorników wodnych, o łącznej powierzchni 376,45 ha, z czego niemal wszystkie to stawy rybne. Na terenie nadleśnictwa znajdują się różnorodne obszary i obiekty objęte ochroną przyrody: 
- rezerwaty przyrody o charakterze rezerwatów leśnych: Kokorycz, Dębina, Złote Bagna,
- Obszar Chronionego Krajobrazu Bory Niemodlińskie,
- pomniki przyrody: 29 drzew i 1 głaz narzutowy oraz
- 4 użytki ekologiczne.

Ponadto na obszarze Nadleśnictwa zlokalizowany jest Zespół przyrodniczo-krajobrazowy „Lipno” na terenie, którego znajduje się najstarszy w Polsce ogród dendrologiczny.